# Сен-Жени-де-Сентонж
Сен-Жени́-де-Сенто́нж (фр. Saint-Genis-de-Saintonge) — коммуна во Франции, находится в регионе Пуату — Шаранта. Департамент коммуны — Приморская Шаранта. Входит в состав кантона Сен-Жени-де-Сентонж. Округ коммуны — Жонзак.
Код INSEE коммуны — 17331.

## Население
Население коммуны на 2010 год составляло 1262 человека.
| 1962 | 1968 | 1975 | 1982 | 1990 | 1999 | 2010 |
| ---- | ---- | ---- | ---- | ---- | ---- | ---- |
| 896  | 852  | 809  | 906  | 956  | 947  | 1262 |